# Pjaozerskij
Pjaozerskij (ryska: Пяозерский, finska: Piäjärvi) är en ort i Karelska republiken i Ryssland. Den hade 1 791 invånare år 2015.